# Johann Baptist Hilverding
Johann Baptist Hilverding (* 19. Dezember 1677 in Salzburg; † 28./29. August 1721 zwischen Unterwaltersdorf und Wien; auch Helferting, Hübfertin, Hielferding, Hilluerding oder Höllwerding) war Marionettenspieler, Schauspieler und Theaterprinzipal.

## Leben
Hilverding wurde als Sohn des Puppenspielers und Salzburger Hofkomödianten Johann Peter Hilverding geboren. Seine Kindheit verbrachte er in Salzburg, 1685 nahm er an einer Tournee nach Wien teil. 1698 agierte er als Marionettenspieler in Wien, wenig später heiratete er die aus einer wohlhabenden Schaustellerfamilie stammende Margarethe Maria Roset. In der Folge reiste das Paar nach Dresden (1699), Frankfurt am Main und Prag, später agierten sie u. a. in Köln und St. Gallen (1702). Als Schnapsbrenner erwarb sich Hilverding das Bürgerrecht der Stadt Wien.
Hilverdings intensive Zusammenarbeit mit Joseph Anton Stranitzky begründete von 1705 bis 1707 ein erstes Theaterunternehmen in Wien, das von der Hoftrauer nach dem Tod Leopolds I. (1706) und jener nach dem Tod Kaiser Josephs I (1711) unterbrochen wurde. Ab 1714 gehörte er zum Ensemble des wiedereröffneten Kärntnerthortheaters, dessen Pacht er sich von 1716 bis 1718 mit Stranitzky teilte. Nachdem 1719 das Theater den konkurrierenden italienischen Schauspielern überlassen wurde, ging Hilverding zusammen mit P. J. Tilly bis zur Klärung der Privilegienverteilung nach Augsburg, wo Gottfried Prehauser zur Truppe stieß. Danach spielten sie in Ulm und Breslau, wo sie nach einer Absage aus Prag überwinterten. Das kaiserliche Privilegium berief ihn nach langer Wartezeit schließlich zurück nach Wien ans Kärntnerthortheater.
Hilverding bemühte sich vor allem um die Erneuerung des Repertoires, indem er sich zahlreiche Opernlibretti beschaffte und F. B. Werner mit deren Übersetzung „nach komisch-theatralischer Art“ betraute. 1721 hinterließ er nach seinem Tod seiner Witwe, die später Prehauser heiratete, und seinen zehn Kindern ein Vermögen von 5246 Gulden und 6 Kreuzer.
Hilverding verstarb im Wagen auf dem Weg von Unterwaltersdorf nach Wien (vermutlich bei Moosbrunn oder Velm) am Schlag und wurde am 29. August 1721 am Friedhof in Velm (Himberg) begraben.

## Wirkung
Hilverding entwickelte sich vom erfolgreichen Puppenspieler zum Theaterprinzipal. Parallel zu seiner Zusammenarbeit mit Stranitzky übte er seine Kunst als Marionettenspieler mindestens bis zum Tod Josephs I. aus, sodass er in den Trauer- und Pestjahren 1711–13 darauf angewiesen war, als Puppenspieler von Ort zu Ort zu ziehen. Am Kärntnerthortheater spielte er später vorzüglich den Rollentyp des Anselmo. Seine Bemühungen, durch die Bearbeitung von Opernlibretti das Repertoire zu erweitern und zu erneuern, wurde später v. a. durch Heinrich Rademin fortgesetzt.